# Marc Gentilini
Marc Gentilini, né le 31 juillet 1929 à Compiègne (Oise), est un professeur de médecine français, spécialiste des maladies infectieuses et tropicales, membre de l'Académie nationale de médecine, président honoraire de la Croix-Rouge française.

## Cursus
À l'Hôpital de la Pitié Salpêtrière, Marc Gentilini occupe successivement les emplois de professeur de parasitologie, de santé publique et de clinique des maladies infectieuses et tropicales au Pavillon Laveran. C'est du service qu’il dirige que partit le ganglion dans lequel le Pr Luc Montagnier et ses collaborateurs purent identifier le virus du sida.
À la Pitié-Salpêtrière, il rencontre notamment Bernard Duflo (1943-1988), médecin, lui aussi professeur à la Faculté de médecine de l’hôpital, puis maître de conférence agrégé à l’École nationale de médecine et de pharmacie de Bamako (Mali), initiateur de la médecine interne à l’hôpital du Point G à Bamako, dès 1975, créateur du département d'hématologie. Marc Gentilini co-écrira Médecine tropicale avec Bernard Duflo.
Professeur de médecine, spécialiste des maladies infectieuses, Marc Gentilini crée en 1988, avec quelques médecins français et étrangers confrontés à l’épidémie de VIH, l’Organisation Pan Africaine de Lutte contre le Sida (OPALS). L’objectif est de mettre à disposition des personnes infectées par le VIH vivant dans les pays du Sud, les médicaments disponibles au Nord.
Il est membre de l’Académie de Médecine depuis 1991 qu’il a présidé en 2008. Il est aussi élu membre libre de l'Académie des Sciences d'Outre-Mer depuis le 6 décembre 1996.

## Engagements publics et associatifs
En juin 1997, Marc Gentilini est élu Président de la Croix-Rouge française et exerce cette fonction jusqu'en 2004.
Il est président-fondateur l’Organisation Pan Africaine de Lutte contre le Sida (OPALS).
Il est membre du Conseil économique, social et environnemental de 2002 à 2010. Il y rédige un avis critique en 2006 sur la « coopération sanitaire française dans les pays en voie de développement ».
Il est ancien Membre de la Commission Nationale Consultative des Droits de l'Homme et ancien Membre du premier collège de la Haute Autorité de lutte contre les discriminations et pour l'égalité de sa création en 2005 jusqu'en 2007.
Il a été président de l'Académie de l'Eau de 2002 à 2013.
Il est délégué général de la fondation Chirac pour l'accès aux médicaments et à une santé de qualité depuis 2009.
Il est également membre du comité de parrainage de l'Association française pour l'information scientifique (AFIS) depuis 2017.

## Distinctions et décorations
Commandeur de l'Ordre national du Mérite.
Il fut élevé, en 2003, au rang de Grand officier de la Légion d’Honneur.

### Auteur
- Les filarioses pathogènes de l'homme : leur diagnostic et leur traitement actuel / Paris : Arnette, 1962
- Parasitologie et médecine tropicale / [Paris, 1970]-
- Tropiques & praticien [Texte imprimé] / Marc Gentilini / Paris : Specia, 1971
- Médecine tropicale [Texte imprimé] / Marc Gentilini, etc. Bernard Duflo, etc. Claude Carbon… / Paris : Flammarion, 1972
- Les filarioses [Texte imprimé] / Marc Gentilini ; avec la collaboration de Martin Danis, etc. Dominique Richard-Lenoble, etc. / Paris : Specia, 1974
- Risques infectieux et parasitaires intercontinentaux [Texte imprimé] / Professeur M. Gentilini..., Docteur G. Brousse..., J. M. Amat-Roze... ; conclusion du Professeur H. Félix ... / Neuilly-sur-Seine : Roche, 1980
- Maladies parasitaires [Texte imprimé] / Marc Gentilini, Martin Danis, D. Richard-Lenoble / Paris : J.-B. Baillière, 1980
- Médecine tropicale / Marc Gentilini... [et al.] ; préf. du Professeur Guy Charmot / 2e éd / Paris : Flammarion médecine-sciences, 1980
- Maladies parasitaires / Marc Gentilini, Martin Danis, D. Richard-Lenoble avec la collaboration de Bernard Duflo ... [et al.] / Paris : Baillière, 1981
- Médecine tropicale / Marc Gentilini ..., Bernard Duflo....., Bernard Lagardère... (et al.) ; Préf. de Guy Charmot / Paris : Flammarion Médecine-Sciences , 1982
- Médecine tropicale / Marc Gentilini, etc. Bernard Duflo, etc. [et col.] / 3e éd / Paris : Flammarion Médecine-Sciences, 1984
- Maladies parasitaires et conseils aux voyageurs / J.-P. Nozais, etc. M. Danis, etc. et M. Gentilini, etc. / [Paris] : J. B. Baillière, 1985
- La santé des migrants [Texte imprimé] : rapport / au Ministre des affaires sociales et de la solidarité nationale, et au Secrétaire d'État chargé de la santé ; [par] Marc Gentilini, Gilles Brücker, Robert de Montvalon / Paris : la Documentation française, 1986
- Maladies parasitaires et conseils aux voyageurs [Texte imprimé] / J.-P. Nozais, M. Danis, M. Gentilini / Paris : Specia, 1990
- Rapport sur l'Etat de santé des populations de Nouvelle Calédonie / Paris : Secrétariat d'Etat auprès du Premier Ministre chargé de l'Action humanitaire, 1995
- Paludisme / Paris : Centre National de Référence pour les maladies d'Importation, 1996
- Tempérer la douleur du monde [Texte imprimé] : entretiens avec Jean-Philippe Caudron / Marc Gentilini / [Paris] : Bayard-Centurion, 1996
- Infections à VIH, hépatites, toxicomanies dans les établissements pénitentiaires et état d'avancement de l'application de la Loi du 18 janvier 1994 : rapport au Garde des Sceaux et au Secrétaire d'Etat à la santé / Marc Gentilini, Jean Tchériatchoukine / [Paris] : s. n, 1996
- L'art et l'urgence des possibles [Texte imprimé] : l'Opals et les centres de traitement ambulatoire du sida en Afrique / Marc Gentilini et Françoise Chièze / Montrouge : J. Libbey Eurotext, 1999
- Vivre séropositif / Marc Gentilini, Eric Caumes / Monaco : Editions du Rocher, c1995
- Médecine tropicale / Marc Gentilini, Eric Caumes, Martin Danis... [et al.] / 5e édition / Paris : Médecine-Sciences Flammarion, cop. 1993
- Maladies parasitaires [Texte imprimé] / J.-P. Nozais, etc. M. Danis, etc. M. Gentilini, etc. / Paris : ESTEM, cop. 1996
- Diagnostic en parasitologie [Texte imprimé] / Marc Gentilini, etc. Martin Danis, etc. Gilles Brücker, etc. [et al.] / Paris : Masson , impr. 1983
- Diagnostic en parasitologie [Texte imprimé] / Marc Gentilini, etc. Martin Danis, etc. Gilles Brücker, etc. [et al.] / 2e édition / Paris : Masson, impr. 1993, cop. 1993

### Directeur de publication
- Le Sida en Corse [Texte imprimé] / Dominique Burési, Paul Canarelli, Céline Casanova... [et al.] ; sous la direction du Pr. Marc Gentilini / Paris : L'Harmattan, 1997
- Problèmes sanitaires dans les prisons : maladies infectieuses, toxicomanies, état d'avancement de la loi du 18.01.1994, avant, pendant et après l'incarcération : rapport au Garde des Sceaux, ministre de la justice et au Secrétaire d'État à la santé et à la sécurité sociale / [sous la dir. de] Prof. Marc Gentilini / Paris : Flammarion médecine-sciences, 1998
- Médecine tropicale / [coordinateurs] Marc Gentilini, Éric Caumes, Martin Danis... [et al.] / 6e édition / Paris : Médecine Sciences publications, Lavoisier, DL 2012, cop. 2012
- Médecine tropicale [Ressource électronique] / sous la direction scientifique de Marc Gentilini / Paris : Agence Universitaire de la Francophonie, [2001]

### Préfacier, etc.
- Guide de parasitologie pratique [Texte imprimé] : à l'usage des étudiants en pharmacie et des laboratoires d'analyses médicales / par N. Léger, etc. M.-J. Notteghem, etc. ; préf. de M. Gentilini, etc. ; dessins de B. Pesson, etc. / Paris : SEDES, 1970
- Maladies tropicales / Patrice Bourée, etc. ; préface de M. Gentilini / Paris : Masson, 1987, cop. 1987
- Paludisme [Texte imprimé] / S. Bergal, J. M. Nores... [et al.] ; préf. du professeur M. Gentilini / Paris : Ed. VM, 1989
- Populations africaines et sida [Texte imprimé] / Bertrand Auvert, Nicolas Brouard, François Chièze... [et al.] ; sous la dir. de Jacques Vallin ; préf. de Marc Gentilini / Paris : Éd. la Découverte, 1994
- Vivre seulement vivre : quatre regards photographiques pour la vie / photographies, Jean-Marc Duray, Pierre Grizonnet, Jacques Popinet, Denis Vanhecke ; poèmes, Elisabeth Molière, Maryse Vial, Paul Perrève, Christian Faugère ; préf., Marc Sautet, ... Prof. Marc Gentilini / [Lyon] : [M. Chomarat], 1995
- La médecine militaire en cartes postales [Texte imprimé] : 1880-1930 / Jean-Marie Milleliri ; [Préf. du Prof. Marc Gentilini] / Paris : B. Giovanangeli , 2003
- Genève Paris 1863-1918 [Texte imprimé] : le droit humanitaire en construction / Véronique Harouel ; préfaces Jakob Kellenberger, etc. Marc Gentilini, etc. Roger Durand, etc. / Genève : Société Henri Dunant, 2003
- De l'eau pour tous [Texte imprimé] : un aperçu des travaux menés sur le droit à l'eau potable et la solidarité pour l'eau = Water for all : an overview of the studies conducted on the right to drinking water and water solidarity / Académie de l'eau / Water Academy ; [préface de Marc Gentilini] ; [preface by Marc Gentilini] / Paris, 2004
- Santé internationale [Ressource électronique] : les enjeux de santé au Sud / sous la direction de Dominique Kerouedan ; [préface Marc Gentilini, Philippe Kourilsky, Christian Masset] / Paris : Presses de Sciences Po, 2011
- Tout savoir sur l'eau du robinet / sous la direction de Agathe Euzen et Yves Lévi ; préface de Marc Gentilini / Paris : CNRS éditions, 2013
- La solidarité pour l'eau potable [Texte imprimé] : aspects économiques / Henri Smets ; préface du Professeur Marc Gentilini, etc. / Paris : l'Harmattan, DL 2004
- Biodiversité du paludisme dans le monde [Texte imprimé] / Jean Mouchet, Pierre Carnevale, Marc Coosemans... [et al.] ; [avant-propos de Jean Mouchet] ; [préf. de Marc Gentilini] / Montrouge : J. Libbey Eurotext, DL 2004
- Urgences médicales en Afrique / ouvrage coordonné par le Pr. Edmond Bertrand ; [préface Marc Gentilini] / Issy-les-Moulineaux : Estem, DL 2005, cop. 2005
- Henry de Monfreid et Rémy Lavigne [Texte imprimé] : rencontre en Abyssinie / Marie Davaine-Sibert ; préface du professeur Marc Gentilini / Paris : l'Harmattan, DL 2007
- Une catastrophe épidémiologique [Texte imprimé] : la fièvre jaune à Saint-Domingue (1802-1803) : histoire / Jacques Sandeau ; [préface du Pr. Marc Gentilini] / Nantes : Ed. Amalthée, DL 2009
- Histoire de la médecine / Bruno Halioua, ... ; préface du Pr Marc Gentilini / Paris : Masson, [2010 ?]
- Congo-océan [Texte imprimé] : de Brazzaville à Pointe-Noire, 1873-1934 / Blandine Sibille et Tuan Tran Minh ; préface du professeur Marc Gentilini ; [avant-propos de Jacques Toubon] / Paris : Frison-Roche, cop. 2010
- Paludisme [Texte imprimé] / S. Bergal et J.M. Nores, M. Rosenheim, etc.[et al.] ; préface du Pr M. Gentilini, etc. / Paris : Ed. Specia , impr. 1986
- Santé publique [Texte imprimé] / sous la dir. de Gilles Brücker et Didier Fassin ; préf. de Marc Gentilini / Paris : Ellipses-Marketing , impr. 1989, cop. 1989
- Histoire de la médecine / Bruno Halioua, etc. ; préface du Pr Marc Gentilini ; [préface à la 1re édition Pr Jean-Noël Fabiani] / 3e édition / Issy-les-Moulineaux : Elsevier Masson , impr. 2009, cop. 2009
- Santé internationale [Texte imprimé] : les enjeux de santé au Sud / sous la direction de Dominique Kerouedan ; [préface Marc Gentilini, Philippe Kourilsky, Christian Masset] / Paris : Presses de Sciences Po, impr. 2010, cop. 2011
- Les nouveaux tarifs de l'eau potable [Texte imprimé] / Henri Smets, etc. ; [publié par l'] Académie de l'eau ; [préface de Marc Gentilini] / Paris : Johanet, impr. 2013
- La médecine militaire en cartes postales [Texte imprimé] : 1880-1930 / Jean-Marie Milleliri ; [préface du professeur Marc Gentilini] / Paris : B. Giovanangeli, impr. 2013, cop. 2013
- Tout savoir sur l'eau du robinet [Texte imprimé] / sous la direction de Agathe Euzen et Yves Levi [sic] ; préface de Marc Gentilini / Paris : CNRS éd., impr. 2013, cop. 2013
- Guérir d'un traumatisme psychique par hypnose : une technique efficace et rapide pour retrouver une vie normale / Dr Christian Cheveau ; [préface du Pr Marc Gentilini] / Paris : J. Lyon, impr. 2014, cop. 2014